# Ungleichheit zwischen den Geschlechtern in der Ukraine
Die Ungleichheit zwischen den Geschlechtern in der Ukraine bezieht sich auf wirtschaftliche, soziale, politische und bildungsbezogene Ungleichheiten zwischen Männern und Frauen in der Ukraine, die aufgrund ihres Geschlechts bestehen. Die Ursachen für diese Umstände hängen Berichten zufolge mit patriarchalischen Einstellungen und tief verwurzelten Geschlechterstereotypen der traditionellen ukrainischen Kultur zusammen. Das kulturelle Umfeld in der Ukraine wird durch eine schwache Rechtsstaatlichkeit, unzureichende Befugnisse der sozialen Einrichtungen und mangelnden politischen Willen noch verschärft.
Im Jahr 2017 lag die Ukraine auf dem Gender Inequality Index (GII) des Entwicklungsprogramms der Vereinten Nationen auf Platz 88 von 189 Ländern.
Seit dem 25. Februar 2022 ist es Männern im Alter von 18 bis 60 Jahren verboten, die Ukraine zu verlassen, wodurch Männer während der russischen Invasion systematisch einem höheren Risiko ausgesetzt sind, verletzt oder getötet zu werden.